# Islam Shah Suri
Pour les articles homonymes, voir Suri (homonymie).

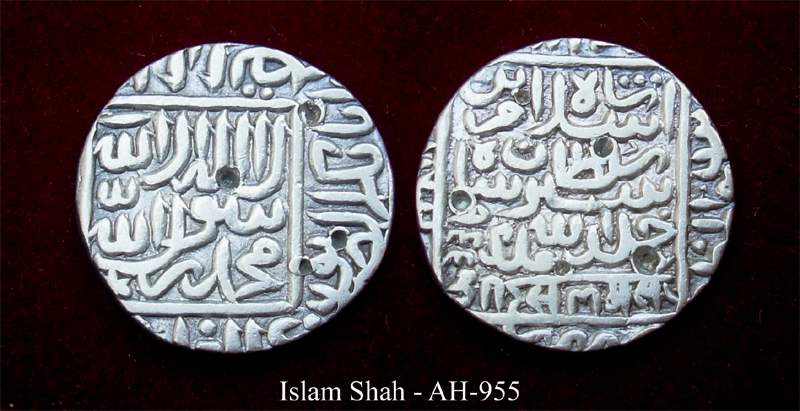
Roupie en argent de Islam Shah

Islam Shah Suri (né Jalal Khan - décédé le 22 novembre 1554) est un empereur de la dynastie des Suri qui a régné sous le nom de Islam Shah de 1545 à 1554 sur le nord de l'Inde.
Il est le deuxième fils de Sher Shah Suri.

## Sources
- (en) Abraham Eraly, The Mughal Throne: The Saga of India's Great Emperors p. 94–97, Phoenix, 2004, 555 p. (ISBN 978-0753817582)